# Gideon Weizel
Franz Gideon Weizel (* 10. August 1807 in Stockach; † 1. Februar 1872 in Karlsruhe) war ein deutscher Jurist und Politiker.

## Leben
Als Sohn des Oberzollers und späteren Domänenverwalters Johannes Jodokus Weizel und dessen Frau Franziska, geborene von Heußer, geboren, studierte Weizel nach dem Besuch des Gymnasiums in Donaueschingen Philosophie, dann Rechtswissenschaften in Tübingen und Heidelberg. Während seines Studiums wurde er 1822 Mitglied der Burschenschaft Germania Tübingen/Feuerreiter. Nach seinem Studium wurde er 1831 Advokat in Heidelberg und später in Lahr. 1836 ging er in den badischen Verwaltungsdienst und wurde Assessor in Bruchsal, 1838 Amtmann am Oberamt Bruchsal und 1841 Domänenrat in Karlsruhe bei der Direktion der Forstdomänen und Bergwerke. 1843 wurde er Regierungsrat bei der Regierung des Unterrheinkreises in Mannheim, 1844 Ministerialrat im Innenministerium in Karlsruhe. 1849 wurde er Geheimer Referendär in Karlsruhe, 1852 Ministerialdirektor im Innenministerium und 1860 als Geheimer Rat und Präsident des neuerrichteten Großherzoglich-badischen Handelsministeriums im Kabinett Stabel Handelsminister. 1862 wurde er Staatsrat und ging 1863 in Pension. 1864 wurde er Präsident des neugeschaffenen Badischen Verwaltungsgerichtshofes. Er war Mitherausgeber der Zeitschrift für badische Verwaltung und Verwaltungsrechtslehre.
Von 1841 bis 1842, 1843 bis 1846 und von 1847 bis 1848 war er Mitglied der Zweiten Kammer der Badischen Ständeversammlung, von 1867 bis 1872 der Ersten Kammer, deren Erster Vizepräsident er von 1867 bis 1872 war. 1850 war er Mitglied des Volkshauses des Erfurter Unionsparlaments.

## Ehrungen
- 1851: Orden der Württembergischen Krone, Komturkreuz
- 1853: Orden vom Zähringer Löwen, Ritterkreuz
- 1855: Königlicher sizilianischer Orden Franz I., Komturkreuz
- 1856: Orden vom Zähringer Löwen, Kommandeurkreuz 2. Klasse
- 1867: Bayerischer Königlicher Verdienstorden vom Heiligen Michael, Großkomturkreuz
- 1870: Orden vom Zähringer Löwen, Kommandeurkreuz 1. Klasse
- Ehrendoktor (Dr. iur. h. c.) der Universität Freiburg im Breisgau